# 張與材
张与材（13世纪？—1316年），一名羽材，字国梁，号薇山，又号广微子，元朝道士，正一道第三十八代天师，信州贵溪县（今江西省贵溪市）人。第三十六代天师張宗演次子。
张与材居住在信州龙虎山。能写大字，善画竹与龙。至元三十一年（1294年），其兄三十七代天师张与棣卒于京师。元贞元年（1295年），张与材嗣为三十八代天师，袭掌道教。当时大潮侵蚀盐官、海盐两州地，为害很大，张与材以雷术相治。一天晚上发生大雷电，第二天见到有个鱼首龟形的物体被分尸死在水边，潮患平息。大德五年（1301年），元成宗召见他于上都幄殿。大德八年（1304年），授正一教主，主领三山符箓。元武宗即位，张与材朝觐，特授金紫光禄大夫，封留国公，锡金印。元仁宗即位，特赐宝冠、文金编织之服。延祐三年（1316年）卒。延祐四年（1317年），其子张嗣成嗣为三十九代天师，袭领江南道教，依然主领三山符箓。